# 器官なき身体
器官なき身体（きかんなきしんたい、フランス語：corps sans organes）とはジル・ドゥルーズとフェリックス・ガタリがアントナン・アルトーの言葉をもとに自らの哲学的概念として展開した概念である。
ドゥルーズは『意味の論理学』で、アントナン・アルトーの宇宙的身体と身体器官に関するテクストを分析・参照する中で、この用語を使い始めた。1972年に刊行されたガタリとの初の共著『アンチ・オイディプス』で本格的に論じられるようになった。
全体に対して部分の持つ自由さが顕揚される。器官とは、機能に基づく生命維持のための有機体の一部分であるが（モル的）、同時に有機体としてではなく無意識における部分対象としてまったく別次元の存在（分子的）ともなる。
身体には有機体的サイクルとは別個の欲望する身体とでもいうべき「器官なき身体」が存在し、それにとって個体の生存を維持する諸器官は必要とされない。植物における成長サイクルと生殖サイクルをたとえにすれば、人間にとっては生殖器という器官は性行動にとって結果として使われるものに過ぎず、五感、全身を使って生殖活動があらゆる社交活動、創造活動へと広がってゆく。それは女性的な身体と言えるかもしれない。器官ある身体が、男性的身体、生存してゆく身体、個体を形成する身体だとすれば、器官なき身体とは、女性的な、包み込む、癒しの身体、対象を欲望し、また生み出す身体ということがいえるかもしれない。
引用の元になったアルトーの原文を読むと、アルトーの意図したものはむしろ、(男性器という）器官なき身体、という文脈であり、いわゆる去勢願望のことである。しかしＤ＆Ｇはそれから文脈を広げて、いわゆる女性的な身体（いや、男性中心主義的「でない」身体）の文脈で使っている。(動物生成変化、女性生成変化）。これは、日本において、蓮實重彦が再三、｢性とは性器の体験ではない」｢性器なき性交」という言葉を発することとほぼ同義に対応していると思われる。あらゆる官能的、芸術的な体験の中に、この｢性器なき性交」とでも例えるしかないものが含まれる。
｢器官なき身体とは卵である」というＤ＆Ｇの言葉も、そのことを表している。